# Quận Currituck, North Carolina
Quận Currituck là một quận nằm ở bang Bắc Carolina với quận lỵ là Currituck.6

## Địa lý
Theo Cục điều tra dân số Hoa Kỳ, quận có tổng diện tích 526 dặm Anh vuông (1.361 km²), trong đó, 262 dặm Anh vuông (678 km²) là diện tích đất và 264 dặm Anh vuông (684 km²) trong tổng diện tích (50,21%) là diện tích mặt nước (gồm cả Currituck Sound).
- Quận Chesapeake, Virginia (bắc)
- Quận Virginia Beach, Virginia (bắc)
- Quận Dare, Bắc Carolina (đông nam)
- Quận Camden, Bắc Carolina (tây)

### Khu bảo tồn quốc gia
- Currituck National Wildlife Refuge
- Mackay Island National Wildlife Refuge (một phần)

## Thông tin nhân khẩu
Theo cuộc điều tra dân số2 tiến hành năm 2000, quận này có dân số 18.190 người, 6.902 hộ, và 5.204 gia đình sinh sống trong quận này. Mật độ dân số là 70 người trên mỗi dặm Anh vuông (27/km²). Đã có 10.687 đơn vị nhà ở với một mật độ bình quân là 41 trên mỗi dặm Anh vuông (16/km²). Cơ cấu chủng tộc của dân cư sinh sống tại quận này gồm 90,41% White, 7,25% Black or African American, 0,46% Native American, 0,39% Asian, 0,03% Pacific Islander, 0,50% từ other races, và 0,97% từ hai hay nhiều chủng tộc. 1,43% dân số là Hispanics or Latinos thuộc bất cứ chủng tộc nào.
Có 6,902 hộ trong đó có 33,60% có con cái dưới tuổi 18 sống chung với họ, 61,60% là những cặp kết hôn sinh sống với nhau, 9,20% có một chủ hộ là nữ không có chồng sống cùng, và 24,60% là không gia đình. 19,40% trong tất cả các hộ gồm các cá nhân và 7,60% có người sinh sống một mình và có độ tuổi 65 tuổi hay già hơn. Quy mô trung bình của hộ là 2,61 còn quy mô trung bình của gia đình là 2,98,
The age distribution was 25,30% dưới độ tuổi 18, 6,70% từ 18 đến 24, 30,50% từ 25 đến 44, 25,40% từ 45 đến 64, và 12,00% người có độ tuổi 65 tuổi hay già hơn. Độ tuổi trung bình là 38 tuổi. Cứ mỗi 100 nữ giới thì có 98,60 nam giới. Cứ mỗi 100 nữ giới có độ tuổi 18 và lớn hơn thì, có 97,50 nam giới.
Thu nhập bình quân của một hộ ở quận này là $40.822, và thu nhập bình quân của một gia đình ở quận này là $46.382, Nam giới có thu nhập bình quân $32.619 so với mức thu nhập $22.641 đối với nữ giới. Thu nhập bình quân đầu người của quận là $19.908.